# Signe Bruun
Signe Kallesøe Bruun (* 6. April 1998 in Randers) ist eine dänische Fußballspielerin. Die Stürmerin spielte von 2014 bis 2018 bei Fortuna Hjørring, von 2018 bis 2021 bei Paris Saint-Germain und von 2021 bis 2023 für Olympique Lyon, wurde aber 2022 an Manchester United ausgeliehen. Seit 2023 steht sie bei Real Madrid unter Vertrag. 2017 spielte sie erstmals in der dänischen Nationalmannschaft.

## Karriere

### Verein
Bruun kam als 16-jährige zu Fortuna Hjørring und wurde 2016 und 2018 dänischer Meister und gewann 2016 den Pokal. 2017 wurde sie als dänisches Talent des Jahres ausgezeichnet.
Auf europäischer Ebene spielte sie erstmals im Achtelfinale der UEFA Women’s Champions League 2014/15, schied aber mit ihrer Mannschaft nach zwei Niederlagen gegen den FC Rosengård aus, wobei sie 34 Einsatzminuten hatte. Zwei Jahre später hatte sie zwei Einsätze im Sechzehntelfinale gegen Athletic Bilbao, wo nach einer 1:2-Niederlage in Spanien das Heimspiel mit 3:1 nach Verlängerung gewonnen wurde. Im Achtelfinale gegen den ACF Brescia wurde sie nur beim 3:1-Heimsieg eingesetzt, im Viertelfinale dann bei der 0:1-Auswärtsniederlage gegen Manchester City. Da zuvor das Heimspiel ebenfalls mit 0:1 verloren wurde, schieden die Däninnen aus. Ein Jahr später war dann bereits im Sechzehntelfinale Schluss. Nach einer 1:2-Auswärtsniederlage gegen den AC Florenz, bei dem sie ihr erstes CL-Tor schoss, reichte es im Heimspiel nur zu einem torlosen Remis.
Am 1. September 2018 wechselte sie in der in Dänemark noch laufenden Saison zu Paris Saint-Germain, wo sie es in ihrer ersten Saison auf 13 Einsätze brachte, in denen sie drei Tore erzielte. Im Sechzehntelfinale der Champions League 2017/18 erzielte sie beim 4:1-Auswärtssieg bei SKN St. Pölten in der vierten Minute das erste Tor. In den beiden Spielen des Viertelfinales gegen die Chelsea Ladies, das nach einer 2:0-Auswärtsniederlage und einem 2:1-Heimsieg das Aus bedeutete, hatte sie noch zwei Kurzeinsätze. In der COVID-19-geplagten Saison 2019/20 hatte sie verletzungsbedingt insgesamt nur zwei Kurzeinsätze in der Finalrunde der UEFA Women’s Champions League 2019/20 gegen den Arsenal Women FC und Olympique Lyon. In Liga und Pokal kam sie nicht zum Einsatz. Beim Gewinn der Meisterschaft 2020/21 hatte sie 18 Einsätze und erzielte dabei sieben Tore. Danach wechselte sie zum Ligakonkurrenten Lyon. In der UEFA Women’s Champions League 2021/22 wurde sie in den zwei Qualifikationsspielen und den sechs Gruppenspielen eingesetzt, wobei sie ein Tor erzielte. Als Gruppensieger wäre sie mit Lyon im März 2022 auf Juventus Turin getroffen. Im Januar 2022 wurde sie aber bis zum Saisonende an Manchester United ausgeliehen, so dass sie am erneuten Champions-League-Sieg von Lyon keinen weiteren Anteil hatte.
In der Gruppenphase der UEFA Women’s Champions League 2022/23 wurde sie in fünf von sechs Spielen eingesetzt, erzielte zwei Tore und qualifizierte sich mit Lyon durch ein torloses Remis im letzten Spiel gegen Juventus Turin als Gruppenzweiter für das Viertelfinale. Bei diesem scheiterte sie mit ihrer Mannschaft an Chelsea, wobei Bruun im Rückspiel in der Startformation stand. In der französischen Meisterschaft konnte Olympique den Titel erfolgreich verteidigen, die dänische Stürmerin steuerte bei 18 Einsätzen acht Tore bei.
Im Sommer 2023 wechselte Signe Bruun nach Spanien, wo sie für Real Madrid unterschrieb.

### Nationalmannschaft
Im April 2013 kam sie bei zwei Freundschaftsspielen gegen Deutschland zu ihren ersten Einsätzen in der dänischen U-16-Mannschaft, mit der sie dann im Juli 2013 und 2014 am Nordic Cup teilnahm. Im August 2013 nahm sie mit der U-17-Mannschaft an der ersten Qualifikationsrunde für die U-17-EM 2014 teil, die in ihrer Heimat ausgetragen wurde. Mit Siegen gegen Griechenland, Wales und die Färöer, zu denen sie fünf Tore beisteuerte, erreichten sie die Eliterunde. Bei dieser im Oktober in Portugal ausgetragenen Runde erzielte sie das einzige Tor für die Däninnen, die als Gruppenletzte ausschieden. Ein Jahr später erzielte sie in der ersten Qualifikationsrunde zur U-17-EM 2015 beim 11:0-Sieg gegen Kasachstan acht Tore und stellte damit den Rekord von Vivianne Miedema ein, die Oktober 2012 gegen den gleichen Gegner ebenfalls acht Tore erzielt hatte. Zudem trug sie mit zwei Toren zum 10:0-Sieg gegen Mazedonien bei. Mit drei Siegen erreichten die Däninnen die Eliterunde, bei der sie aber nicht eingesetzt wurde. Stattdessen nahm sie mit der U-19-Mannschaft an der parallel dazu ausgetragenen zweiten Qualifikationsrunde zur U-19-EM 2015 in den Niederlanden teil und erzielte dabei drei Tore, darunter den Siegtreffer zum 2:1 gegen Tschechien und das einzige Tor beim 1:0-Sieg gegen die Niederlande. Mit drei Siegen erreichten die Däninnen die Endrunde in Israel. Dort wurde sie in den drei Spielen eingesetzt, blieb aber ohne Torerfolg und schied mit ihrer Mannschaft nach einem Sieg gegen die Gastgeberinnen und knappen Niederlagen gegen Frankreich und den späteren Sieger Schweden aus. Im Oktober 2016 nahm sie dann mit der U-19-Mannschaft noch an der ersten Qualifikationsrunde in Montenegro zur U-19-EM 2017 teil, bei der sie mit vier Toren ihrer Mannschaft half als Gruppenzweiter die Eliterunde im April zu erreichen. Bei dieser hatte sie ihre letzten beiden Einsätze in der U-19-Mannschaft und verpasste als zweitbester Gruppenzweiter die Endrunde.
Am 24. Oktober 2017 hatte sie ihren ersten Einsatz in der A-Nationalelf. Sie wurde bei einem Qualifikationsspiel zur WM 2019 gegen Kroatien in der zweiten Minute der Nachspielzeit eingewechselt und erzielte zwei Minuten später das Tor zum 4:0-Endstand. Ihren zweiten Einsatz hatte sie beim Algarve-Cup 2018 im letzten Gruppenspiel gegen Japan, das mit 0:2 verloren wurde. Dabei stand sie in der Startelf, wurde aber nach 63 Minuten beim Stand von 0:0 ausgewechselt. Auf den nächsten Einsatz musste sie dann zehn Monate warten, beim Spiel gegen Finnland während des Januartrainingslagers in Zypern wurde sie in der 53. Minute eingewechselt. Beim Algarve-Cup 2019 wurde sie in den beiden Gruppenspielen und im Spiel um Platz 5 eingesetzt. Nach zwei Einsätzen bei Freundschaftsspielen im April und Mai 2019 musste sie bis zum September 2020 auf weitere Einsätze warten. In der Qualifikation zur EM 2022 wurde sie viermal eingesetzt, hatte aber bisher noch keinen Einsatz über 90 Minuten.
In den ersten sechs Spielen der Qualifikation für die WM 2023 wurde sie immer eingesetzt und erzielte zwölf Tore, womit sie nach den bisher ausgetragenen Spielen zweitbeste Torschützin der Qualifikation ist. Fünf der 12 Tore erzielte sie beim 8:0-Sieg gegen Bosnien & Herzegowina, davon vier als Quattrick. Nach dem Ausschluss der Russinnen wegen des völkerrechtswidrigen russischen Überfalls auf die Ukraine stehen die Däninnen vorzeitig als WM-Teilnehmerinnen fest, an der sie zuletzt 2007 teilnahmen. 
Am 16. Juni 2022 wurde sie für die EM-Endrunde nominiert. Von den Spielerinnen im Kader hatte sie in den Jahren 2021 und 2022 die meisten Länderspieltore erzielt. Bei der EM wurde sie in den ersten beiden Gruppenspielen eingesetzt, konnte kein Tor erzielen und wurde jeweils ausgewechselt. Nach einer 0:4-Niederlage gegen Deutschland konnten sie zwar gegen Finnland gewinnen, nach einer 0:1-Last-Minute-Niederlage gegen Spanien ohne sie schieden die Däninnen aber als Gruppendritte aus.
Am 30. Juni 2023 wurde sie für die WM-Endrunde in Australien und Neuseeland nominiert, wurde in drei der vier Spiele ihres Teams nach etwa einer Stunde eingewechselt und schied mit der Mannschaft im Achtelfinale gegen die Australierinnen aus.
Da erstmals das Abschneiden bei der WM für die europäischen Teams nicht entscheidend für die Qualifikation zu den Olympischen Spielen 2024 war, hatten die Däninnen noch die Chance sich über die UEFA Women’s Nations League 2023/24 für die Spiele in Paris zu qualifizieren. Die Däninnen konnten auch im ersten Spiel den härtesten Konkurrenten Deutschland mit 2:0 besiegen, verloren aber nach drei weiteren Siegen gegen die anderen Gruppengegner das Rückspiel in Deutschland mit 0:3 und auch das letzte Heimspiel gegen Island. Damit verpassten sie als Gruppenzweite das Final Four Turnier, bei dem um zwei Olympiatickets gespielt wurde. Signe hatte dabei nur drei Kurzeinsätze.
Am 20. Juni 2025 wurde sie für die EM-Endrunde nominiert. Sie wurde bei den drei Niederlagen der Däninnen zweimal eingewechselt und spielte im letzten Spiel gegen Polen über die volle Distanz, wobei ihr das letzte Tor für ihre Mannschaft gelang.

## Erfolge
- 2021/22: Women’s Champions League
- 2016 und 2018: Dänische Meisterin
- 2016: Dänische Pokalsiegerin
- 2021, 2022 und 2023: Französische Meisterin
- 2023: Französische Pokalsiegerin (ohne Einsatz)
- 2022: Französischer Supercup (ohne Einsatz)

## Auszeichnungen
- Årets Talent 2017